# Klaus Ritt
Klaus Ritt (* 5. Februar 1944 in Bad Nauheim) ist ein deutscher Pädagoge, Grafiker, Fotokünstler, Autor und Cartoonist. Ritt ist Träger des Hessischer Verdienstorden. Damit würdigte das Land seine ehrenamtlichen Verdienste über einen Zeitraum von über 50 Jahren hinweg. Besondere Verdienste erwarb er sich um das Thema Elvis in Deutschland.

## Leben
Klaus Ritt wurde 1944 als Sohn des Heraldikers Heinz Ritt und seiner Frau Christine in Bad Nauheim geboren. Verheiratet ist er mit Irmgard Ritt. Er wollte Kunst studieren, stieß dabei aber auf den Widerstand des Vaters und entschied sich für ein Lehramtsstudium mit dem Hauptfach Kunst und den Nebenfächern Mathematik und Physik. Klaus Ritt lebt mit seiner Frau in Bad Nauheim. Er arbeitete als Realschullehrer, Rektor, als Ausbildungsleiter für Kunst am Studienseminar Friedberg, zwei Jahre als kommissarischer Leiter des Studienseminars und zuletzt als stellvertretender Leiter des Studienseminars 9 in Friedberg.

## Engagement

### Elvis Presley in Bad Nauheim/Friedberg
- 1998 war Klaus Ritt Gründungsmitglied des Elvis-Presley-Vereins Bad Nauheim-Friedberg (EPV).[6] 2001/2002 war er ein federführender Mitinitiator für das EUROPEAN ELVIS FESTIVAL, das in Kooperation mit dem damaligen Geschäftsführer der Bad Nauheim Stadtmarketing & Tourismus GmbH, Ulrich Schlichthaerle, ein großer Erfolg wurde und bis heute europa-, sogar weltweit wirkt. Für dieses Festival ist Klaus Ritt einer der geistigen Väter.[9] Das Festival wird bis heute mit großem Erfolg durch die Elvis-Presley-Gesellschaft Bonn weitergeführt. 2002 bis 2004 war er zweiter Vorsitzender des EPV, 2004 bis 2008 war er Präsident des EPV.[10][11][12] 2008/9 war er ehrenamtlicher Elvis-Festival-Beauftragter der Stadt Bad Nauheim. Von 1998 bis 2009 war er der ehrenamtliche Gestalter des Corporate Designs des Vereins und des Festivals und produzierte ehrenamtlich die Daten für alle Printprodukte des Vereins.

### Politik
- Von 1968 bis 2008 war er aktives Mitglied der SPD. 1995 organisierte er die Kunst-Ausstellung „apropos Rot“ anlässlich des 85. Jubiläums der SPD Bad Nauheim.[13] Damit war der Ortsverein Bad Nauheim erstmalig und einmalig auf dem Bundesparteitag der SPD in Mannheim vertreten.[14] 1997 bis 2001 war er ehrenamtlicher SPD-Stadtrat und zuständig für das Ausstellungswesen im Bereich der bildenden Kunst und für Schulen. Im Juni 1999 initiierte und organisierte er als Stadtrat die Aktion „Kunst ins Krankenhaus“. Unter Beteiligung der Schulklassen von 1 bis 12 aller Bad Nauheimer Schulen stattete er das Hochwald-Krankenhaus mit 500 gerahmten Bildern aus. Im September 1999 trat er als Kandidat der SPD für die Bürgermeister-Wahl in Bad Nauheim an.[1] Zwischen 1999 und 2001 veranstaltete er mit Klaus Ruppert die „Bad Nauheimer Sonntagsgespräche“ zu brennenden kommunalpolitischen Themen. 2017 war er Mitgründer und Sprecher der Bürgerinitiative „pro Gesamtkonzept Sprudelhof“, die sich für Bebauung nach Vorschlägen des Architekten Johannes Peter Hölzinger einsetzte.[15]

### Kultur

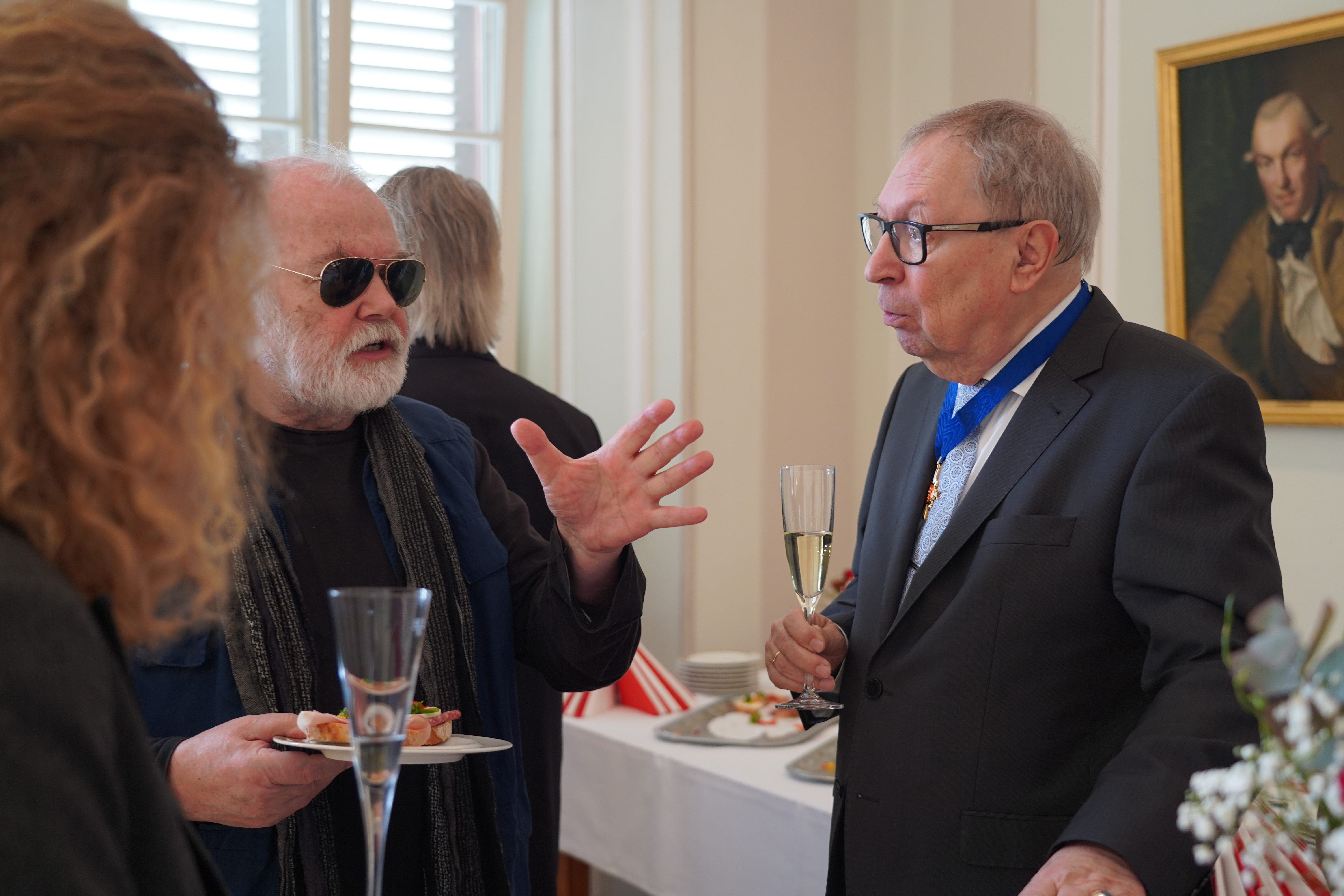
Klaus Ritt (rechts) mit Jox Reuss bei der Verleihung des Hessischen Verdienstordens in Darmstadt.

- 1983 gründete Klaus Ritt mit Jox Reuss die Kulturinitiative Bad Nauheim (KI). Ab 1984 bis zur Auflösung der KI 1987 war er Vorsitzender.[6] Zum 150-jährigen Bestehen des Staatsbades Bad Nauheim liefert die KI 1985 die Idee und das Konzept für einen bundesweiten Künstlerwettbewerb zum Thema Bad. Die Organisation erfolgt unter Beteiligung der Stadt.[6] 1997 war er Gründungsmitglied des Jugendstilvereins Bad Nauheim.Klaus Ritt (rechts) mit Jox Reuss bei der Verleihung des Hessischen Verdienstordens in Darmstadt.Von 1998 bis 2001 war er Gründungsmitglied und Mitglied des Vorstands als Magistratsvertreter der Stadt Bad Nauheim im „Freundeskreis Weinanbau Johannisberg Bad Nauheim“. Er übernahm die ehrenamtliche Gestaltung des Logos (1998) und seit 2019 ehrenamtlicher Gestalter der Weinetiketten.[16] 2005 war er Gründungsmitglied im „Verein Bad Nauheimer Museen“ und ehrenamtlicher Gestalter des Logos. 2010 war er Kurator der Ausstellung „MEHRSALZ“ in der Alten Saline Bad Nauheim zusammen mit Jox Reuss.[17]

### Kunstverein
- 2010–2017 war er Mitgründer und ständiger Vorsitzender des Kunstvereins Bad Nauheim.[18]

### Bürgerstiftung
- 2004 war Klaus Ritt Mitgründer der Bürgerstiftung „Ein Herz für Bad Nauheim“, von Beginn an im Vorstand und Vizepräsident bis 2014.[19] 2012–2015 war Klaus Ritt Ideengeber und Organisator des interkulturellen Mehrgenerationen-Projekts „Puzzle Picnic Family“ der Bürgerstiftung. Das Projekt erzielt beim bundesweiten Wettbewerb deutscher Bürgerstiftungen den 3. Preis.[20] Bis zuletzt war er Ansprechpartner für die Kulturgruppe „Die Verdichter“, die aus der Familie „La dolce vita“ des Projekts hervorgegangen ist. Die Gruppe agierte bis Ende 2021 fast neun Jahre erfolgreich. Zwei Bücher brachte die Gruppe heraus, Klaus Ritt entwarf ehrenamtlich die Buchcover.[21] Seit 2020 ist er Mitglied und war Vorsitzender des Stiftungsrats der Bürgerstiftung „Ein Herz für Bad Nauheim“.[22]

## Auszeichnungen
- 1964: Platz 1 im allgemeinen Schwarz-Weiß-Wettbewerb beim Jahreswettbewerb Photo-Club Bad Nauheim mit „Blues“ in Solarisationstechnik[23]
- 1965: Platz 1 im allgemeinen Dia-Wettbewerb Photo-Club Bad Nauheim[24]
- 1967: Platz 2, 9,10 Clubwettbewerb Photo-Club Bad Nauheim[25]
- 2019: Platz 3 für Bürgerstiftung „Ein Herz für Bad Nauheim“ (Projekt Puzzle Picnic Family/Projektleiter Klaus Ritt) im bundesweiten Wettbewerb „Brücken bauen“ der Initiative Bürgerstiftung und der Herbert-Quandt-Stiftung. Den Preis übergaben die damalige Bundesfamilienministerin Manuela Schwesig und Susanne Klatten (Ratsvorsitzende Quandt-Stiftung).[26]
- 2023: Hessischer Verdienstorden[6]